# Gora Utës
Gora Utës är ett berg i Antarktis. Det ligger i Östantarktis. Australien gör anspråk på området. Toppen på Gora Utës är 241 meter över havet.
Terrängen runt Gora Utës är kuperad österut, men västerut är den platt. Terrängen runt Gora Utës sluttar västerut.  Trakten är obefolkad. Det finns inga samhällen i närheten.